# Wilanów Królewski
Wilanów Królewski – obszar MSI w dzielnicy Wilanów w Warszawie.

## Galeria

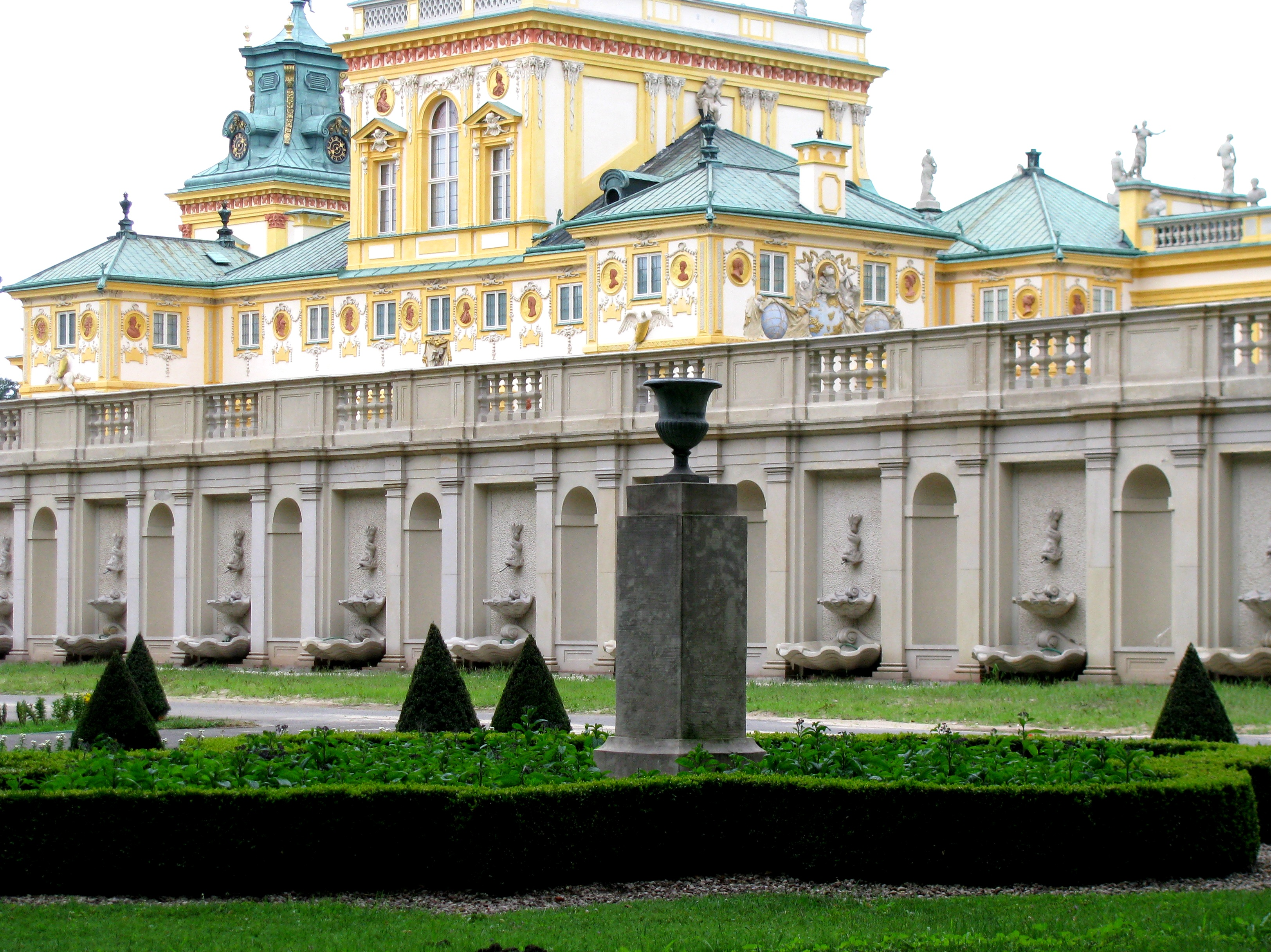
Pałac w Wilanowie od strony ogrodu
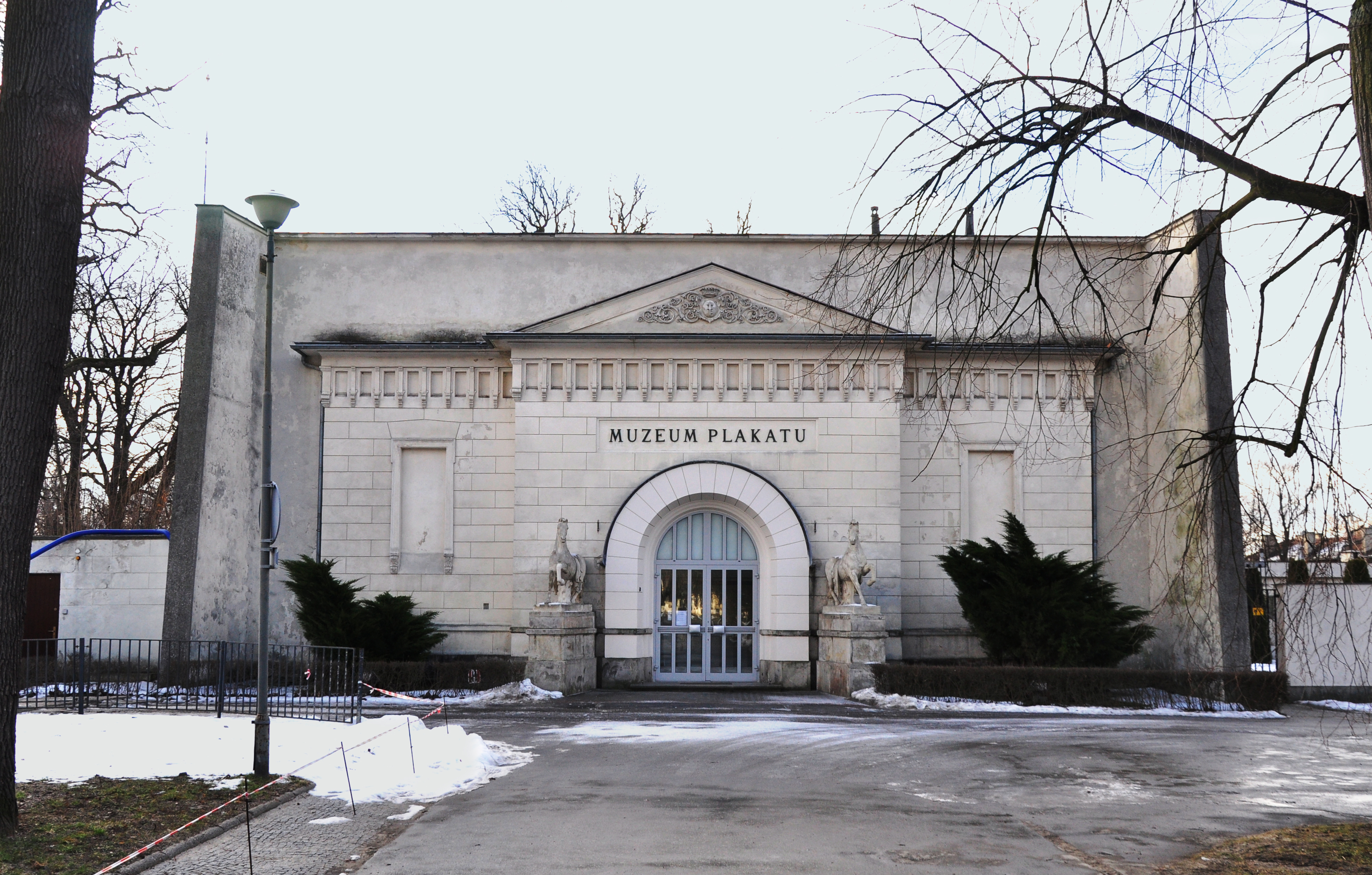
Muzeum Plakatu
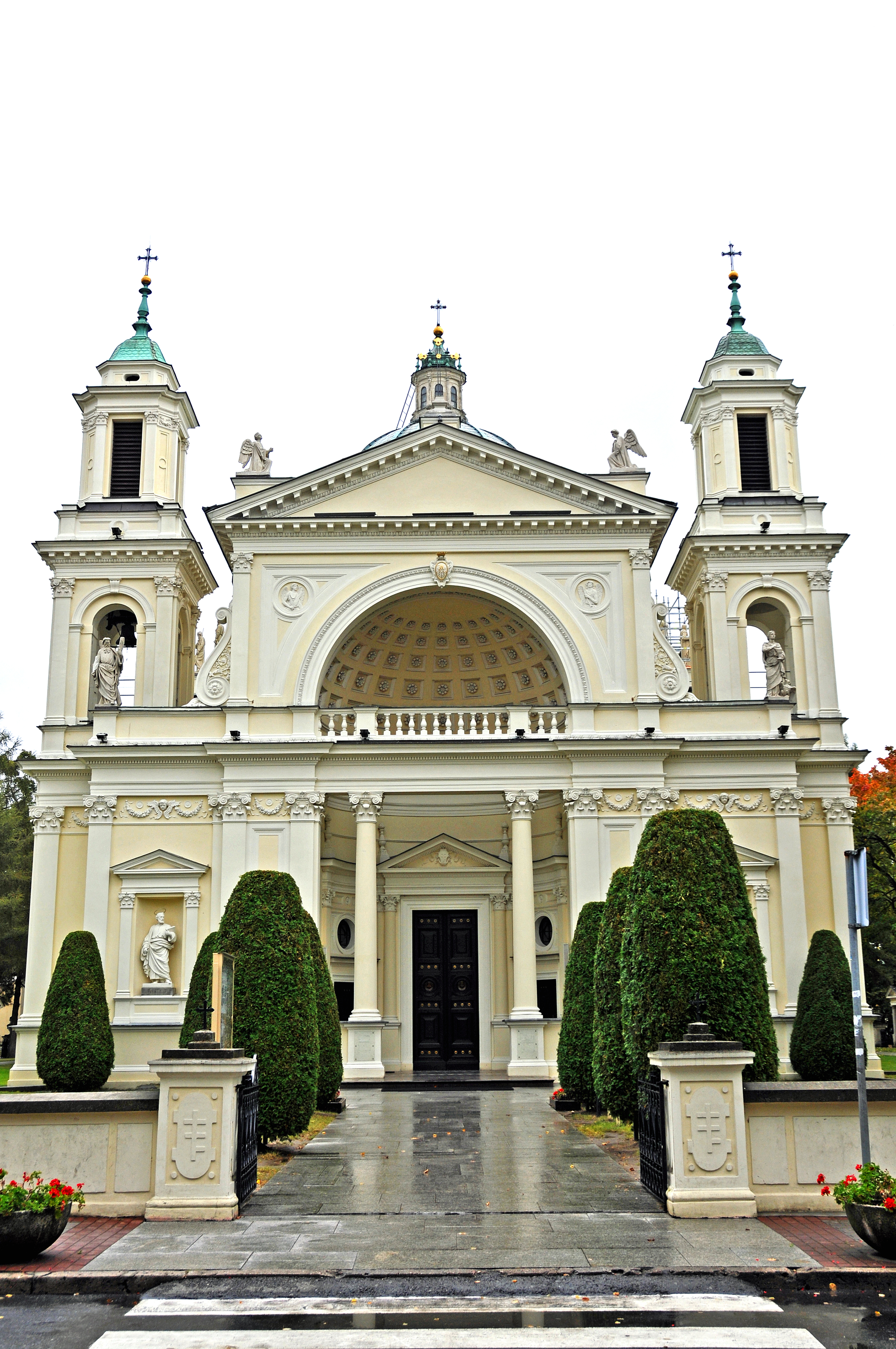
Kościół św. Anny w Wilanowie
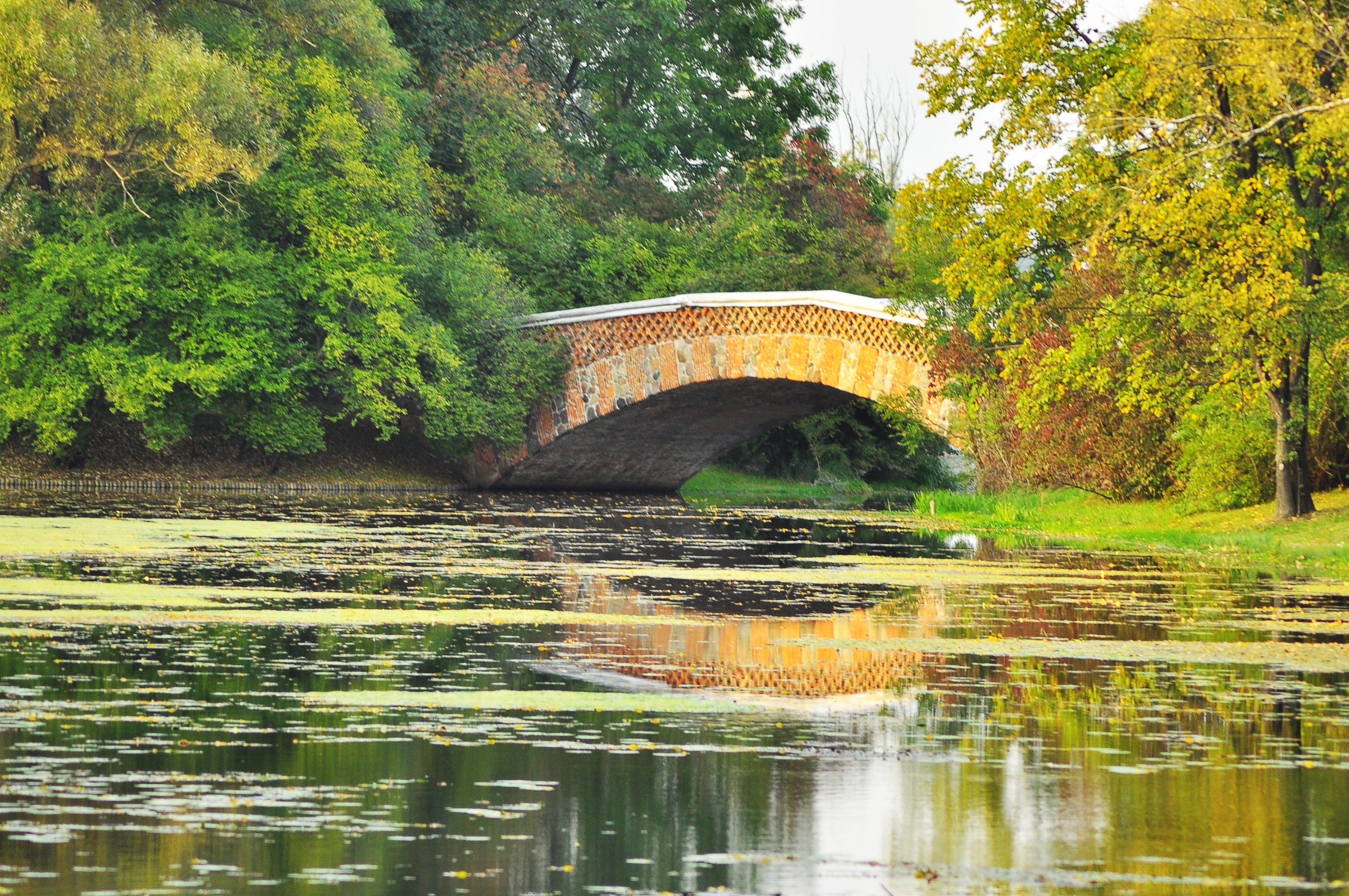
Widok na Jezioro Wilanowskie i Most Rzymski
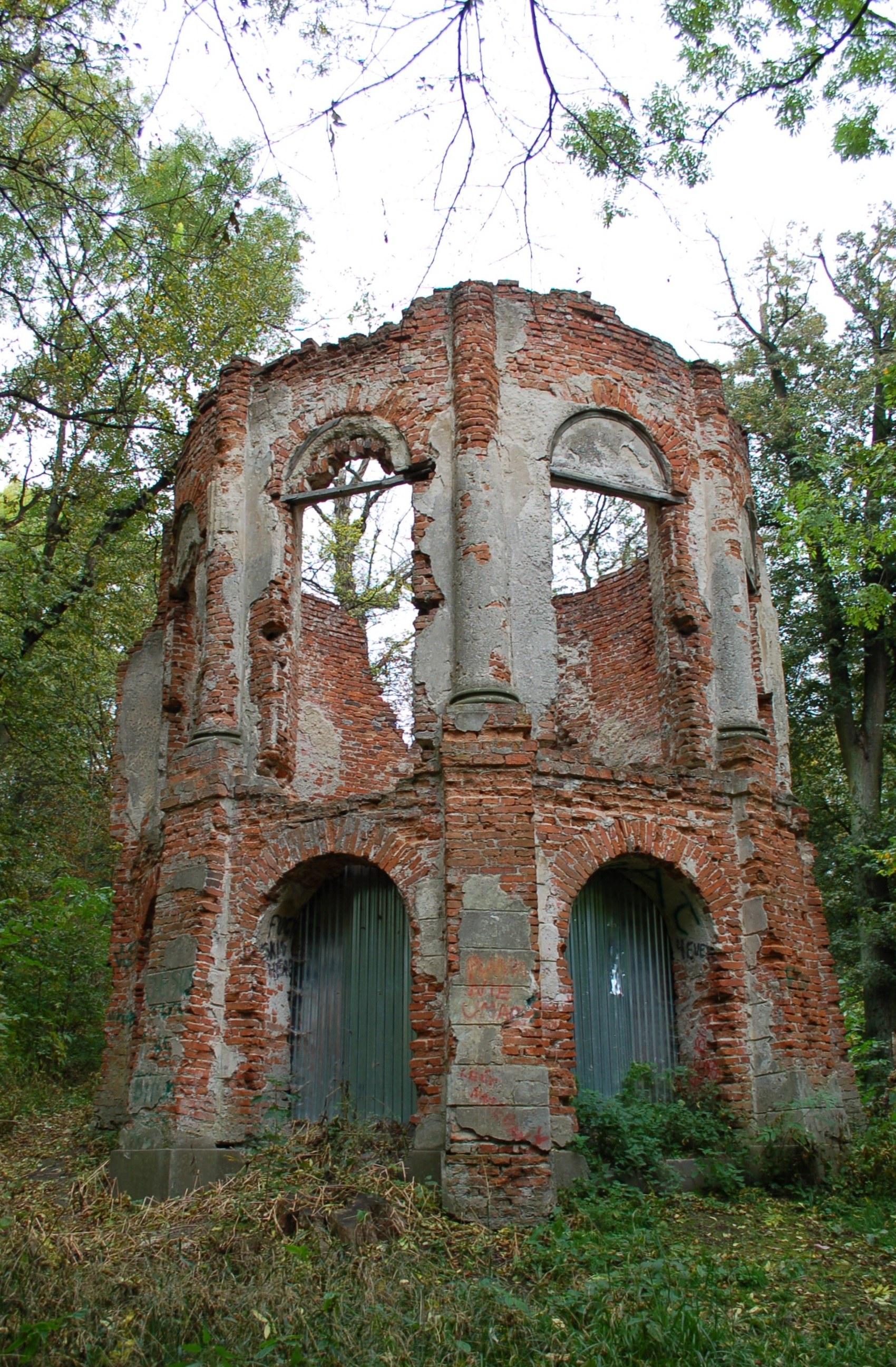
Ruiny pałacyku w Morysinie